# Helia compacta
Helia compacta là một loài bướm đêm trong họ Erebidae.